# 베가 플럭스
팬택 FLUX UI(FLUX)는 팬택의 안드로이드 스마트폰에서 사용되는 고유의 UX이다.

## 유래
팬택의 독자 UI는 시리우스를 출시할 때부터 사용했다. 기본적인 인터페이스는 터치위즈와 유사했다. 이후 베가에서는 홈 화면의 3D 전환 효과와 독자적인 위젯들을 추가한 3D 리얼 홈 UI를 사용했다. 여기서 팬택의 사전 탑재 앱 아이콘의 특징인 1개의 각진 모서리와 3개의 둥근 모서리를 갖춘 외곽형태가 추가되었다.
이후 베가 X에서는 잠금화면에서 지정된 애플리케이선을 바로 실행할 수 있는 SKY 잠금화면과 SKY 홈 스크린 모드 기능, 알림창을 내렸을 때 빠른 실행기능을 보강한 스피드 UX가 추가되었다. 이후 베가 레이서에서는 시야각을 좁히는 시크릿 뷰와 2가지 아이콘 세트, 애플리케이선을 앱 서랍에 숨기면서 삭제하지 않는 보관함 기능을 추가한 이지(Easy) UX를 선보였다.
이후 베가 LTE를 출시하면서 기존의 3D 리얼 홈 UI와는 다른 인터페이스를 갖춘 플럭스(FLUX)를 선보였다.
팬택이 해외에서 출시한 휴대폰에는 다른 UI가 탑재되어 있으며, 플럭스 UI가 탑재되어 있지 않다.

## 특징
3D 리얼 홈 UI의 기본적인 편의기능은 플럭스 UI로 업그레이드 되어도 반영된다.

### 플럭스 1.0
초창기 1.0버전은 안드로이드 OS 2.3 진저브레드 기반으로 작동한다. 인터페이스가 3D 리얼 홈 UI와 많이 변경되었다. 홈 화면의 아이콘 독은 3단계로 확장이 가능하고, 메뉴의 앱 서랍에 나타나지 않는다. 앱 서랍은 카테고리별로 또는 가나다 순서대로 배열할 수 있으며, 다운로드한 앱을 따로 보여주는 기능도 있다.
편의기능은 이전의 베가레이서에 있던 3D 리얼 홈 UI 이지 UX의 기능을 거의 가지고 있다.

### 플럭스 1.5/1.6
1.5 버전은 안드로이드 OS 4.0 ICS/4.1 JB 기반이고, 베가 레이서 2에서 처음으로 지원되었다. 잠금 화면 뒤에 디지털 액자가 나타나는 비주얼 잠금화면과 제스처를 이용해 잠금해제할 수 있는 제스처 잠금화면을 지원한다. 또한 스마트폰 사용이 익숙하지 않은 사람들을 위해 간단한 기능을 빠르게 사용할 수 있는 심플 홈 런처를 지원한다. 또한 음성인식으로 촬영할 수 있는 음성인식 카메라와 애플의 시리(Siri)와 유사한 스마트 보이스도 탑재되었다. 다만 줌 아웃시 3D 화면 전환 효과는 삭제되었다.
이후 베가 S5에서는 음악, DMB, 메모, 전자사전 애플리케이션을 다른 애플리케이션 위에 팝업 창 형태로 띄울 수 있는 미니 윈도우가 추가되었으며, 베가 R3에서는 손글씨로 휴대폰을 제어할 수 있는 텍스트 액션이 추가되었다.

### 플럭스 2.0/2.1
플럭스 2.0은 베가 아이언에 처음으로 탑재된 UI로써, 전체적으로 푸른 계통의 디자인이다.
VEGA Gift Pack으로 베가 No.6와 베가 R3에도 적용되었다.
플럭스 2.1은 베가 LTE-A/베가 시크릿 노트/베가 시크릿 업에 기본적으로 탑재되었으며, 2.0에 비해 약간의 변화가 일어났다.

### 플럭스 3.0
플럭스 3.0은 베가 아이언 2에 탑재된 UI로, 전체적으로 많은 부분이 세련되고 깔끔해졌으며 독창성이 돋보이는 UI이다.
아몰레드 디스플레이를 감안해 전체적으로 검은색 계통이며, 플랫해졌다.

## 탑재된 단말기
- 플럭스 1.0
  - 베가 LTE
  - 베가 LTE M
  - 베가 LTE EX

- 플럭스 1.5
  - 베가 레이서 2
  - 베가 S5
  - AU by KDDI 베가 PTL21
  - 팬택 디스커버
  - 팬택 퍼셉션

- 플럭스 1.6
  - 베가 R3

- 플럭스 2.0
  - 베가 넘버 6[7]
  - 베가 아이언
  - 베가 R3[7]

- 플럭스 2.1
  - 베가 시크릿 업
  - 베가 시크릿 노트
  - 베가 LTE-A

- 플럭스 3.0
  - 베가 아이언 2
  - 베가 팝업노트
  - 팬택 베가 시크릿노트2 (미출시기종)
  - V950
  - V955

- 플럭스 4.0
  - 스카이 아임백
  - 스카이 IM-110 (미출시기종)

## 같이 보기
- 팬택
- 스카이 (휴대 전화)
- 다른 안드로이드 기기 제조사들의 UI
  - 삼성 터치위즈
  - HTC 센스
  - 모토블러 - 모토로라
  - 소니 레이첼 UI
  - 델 스테이지 UI
  - LG 옵티머스 UI
  - KT테크 테이크 UI
  - 샤프 필 UX
  - 화웨이 이모션 UI
  - MIUI
  - NTT도코모 팔레트 UI